# Tjuchem
Tjuchem  (Dialekt groningski: Tjuggem, Tjöggem) – wieś w niderlandzkiej gminie Midden-Groningen, w prowincji Groningen.

## Geografia
Wieś Tjuchem leży na powierzchni 6,92km² w północnej części Holandii gminie Midden-Groningen, w prowincji Groningen.

## Demografia
Według spisu ludności z 2023 roku we wsi Tjuchem mieszkało 270 mieszkańców.